# ÖBB-Business Competence Center
Das ÖBB-Business Competence Center (kurz ÖBB-BCC) ist das Shared-Service-Center des Konzerns der Österreichischen Bundesbahnen. Es ist eine 100-prozentige Tochtergesellschaft der ÖBB-Holding AG. Es erbringt im Querschnittsbereich konzerninterne Dienstleistungen wie IT, HR, Einkauf und Finanzen.